# Vidonci
Vidonci (mađarski: Vidorlak) je naselje u slovenskoj Općini Grad. Vidonci se nalaze u pokrajini Prekmurju i statističkoj regiji Pomurju. 

## Stanovništvo
Prema popisu stanovništva iz 2002. godine naselje je imalo 352 stanovnika.